# Гімнастика на Літній універсіаді 2019
Спортивна гімнастика — це змагання, що тривали на Літній Університеті 2019 року з 3 по 7 липня, а художня гімнастика від 11 до 13 липня. Обидві події проходили у ПалауВесувіо в Неаполі, Італія.

## Медальний залік з гімнастики

### Таблиця команд
*   Країна-господарка (  Італія)
| Місце                | Країна               | Золото | Срібло | Бронза | Загалом |
| -------------------- | -------------------- | ------ | ------ | ------ | ------- |
| 1                    | Росія                | 8      | 6      | 7      | 21      |
| 2                    | Японія               | 7      | 2      | 6      | 15      |
| 3                    | Китайський Тайбей    | 2      | 1      | 1      | 4       |
| 4                    | Україна              | 1      | 3      | 2      | 6       |
| 5                    | Італія*              | 1      | 2      | 1      | 4       |
| 6                    | Азербайджан          | 1      | 2      | 0      | 3       |
| 7                    | Південна Корея       | 1      | 0      | 0      | 1       |
| 7                    | Вірменія             | 1      | 0      | 0      | 1       |
| 9                    | Білорусь             | 0      | 3      | 0      | 3       |
| 10                   | Казахстан            | 0      | 2      | 0      | 2       |
| 11                   | Туреччина            | 0      | 1      | 1      | 2       |
| 12                   | Австрія              | 0      | 1      | 0      | 1       |
| 13                   | Естонія              | 0      | 0      | 1      | 1       |
| 13                   | США                  | 0      | 0      | 1      | 1       |
| 13                   | Бразилія             | 0      | 0      | 1      | 1       |
| Загалом (15 збірних) | Загалом (15 збірних) | 22     | 23     | 21     | 66      |

### Художня гімнастика

#### Чоловіки
| Event                       | Золото                                                        | Срібло                                                              | Бронза                                                          |
| --------------------------- | ------------------------------------------------------------- | ------------------------------------------------------------------- | --------------------------------------------------------------- |
| Командні виступи            | Японія (JPN) · Казума Кая · Какеру Танігава · Ватару Танігава | Китайський Тайбей (TPE) · Хсу Пінг-чієн · Лі Чін-кай · Тан Чіа-ганг | Росія (RUS) · Ілля Кібартас · Кирило Прокоп'єв · Іван Стретович |
| Індивідуальне багатоборство | Казума Кая · Японія                                           | Іван Стретович · Росія                                              | Лі Чін-кай · Китайський Тайбей                                  |
|                             |                                                               |                                                                     |                                                                 |
| Виступи                     | Кирило Прокоп'єв · Росія                                      | Казума Кая · Японія                                                 | Какеру Танігава · Японія                                        |
| Pommel horse                | Лі Чін-кай · Китайський Тайбей                                | Наріман Курбанов · Казахстан                                        | Казума Кая · Японія                                             |
| Кільця                      | Артур Аветисян · Вірменія                                     | Вінсент Хек · АвстріяІбрагім Голак · Туреччина                      | Н/Д                                                             |
| Vault                       | Кім Ган-сол · Південна Корея                                  | Ягор Шарамков · Білорусь                                            | Луіс Гулхерме Порто · Бразилія                                  |
| Parallel bars               | Какеру Танігава · Японія                                      | Іван Стретович · Росія                                              | Ахмет Йондер · Туреччина                                        |
| Horizontal bar              | Тан Чіа-ганг · Китайський Тайбей                              | Мілад Карімі · Казахстан                                            | Іван Стретович · Росія                                          |

#### Жінки
| Event                 | Золото                                                          | Срібло                                                             | Бронза                                                         |
| --------------------- | --------------------------------------------------------------- | ------------------------------------------------------------------ | -------------------------------------------------------------- |
| Team all-around       | Японія (JPN) · Хітомі Хатакеда · Айко Сугіхара · Асука Терамото | Росія (RUS) · Лілія Пачамова · Тетяна Набієва · Уляна Перебіносова | Італія (ITA) · Карлотта Ферліто · Лара Морі · Мартіна Різзеллі |
| Individual all-around | Хітомі Хатакеда · Японія                                        | Уляна Перебіносова · Росія                                         | Лілія Пачамова · Росія                                         |
|                       |                                                                 |                                                                    |                                                                |
| Vault                 | Маріна Некрасова · Азербайджан                                  | Лілія Пачамова · Росія                                             | Тетяна Набієва · Росія                                         |
| Uneven bars           | Хітомі Хатакеда · Японія                                        | Тетяна Набієва · Росія                                             | Асука Терамото · Японія                                        |
| Balance beam          | Хітомі Хатакеда · Японія                                        | Лара Морі · Італія                                                 | Уляна Перебіносова · Росія                                     |
| Floor                 | Карлотта Ферліто · Італія                                       | Айко Сугіхара · Японія                                             | Уляна Перебіносова · Росія                                     |

### Художня гімнастика

#### Індивідуальні виступи
| Individual all-around | Катерина Селезньова · Росія | Зохра Агхамірова · Азербайджан | Лаура Дзенг · США            |  |  |  |
|                       |                             |                                |                              |  |  |  |
| Individual hoop       | Катерина Селезньова · Росія | Юлія Євчик · Білорусь          | Єва Мелещук · Україна        |  |  |  |
| Individual ball       | Катерина Селезньова · Росія | Юлія Євчик · Білорусь          | Вікторія Богданова · Естонія |  |  |  |
| Individual clubs      | Єва Мелещук · Україна       | Зохра Агхамірова · Азербайджан | Катерина Селезньова · Росія  |  |  |  |
| Individual ribbon     | Катерина Селезньова · Росія | Алесія Русо · Італія           | Єва Мелещук · Україна        |  |  |  |

#### Групові виступи
| Group all-around        | Росія (RUS) · Аліна Алієва · Еліна Баруздіна · Марина Козлова · Валерія Русина · Андгеліна Шкатова · | Україна (UKR) · Олена Дяченко · Вікторія Фотієва · Валерія Ханіна · Дар'я Мурай · Анастасія Возняк · | Японія (JPN) · Мію Кавата · Місузу Кісімото · Мебає Маруяма · Аоі Цукахара · Харуна Ямавакі · |  |  |  |
|                         | | |                                                                                               |  |  |  |
| Group 5 balls           | Росія (RUS) · Аліна Алієва · Еліна Баруздіна · Марина Козлова · Валерія Русина · Андгеліна Шкатова · | Україна (UKR) · Олена Дяченко · Вікторія Фотієва · Валерія Ханіна · Дар'я Мурай · Анастасія Возняк · | Японія (JPN) · Мію Кавата · Місузу Кісімото · Мебає Маруяма · Аоі Цукахара · Харуна Ямавакі · |  |  |  |
| Group 3 hoops + 2 clubs | Росія (RUS) · Аліна Алієва · Еліна Баруздіна · Марина Козлова · Валерія Русина · Андгеліна Шкатова · | Україна (UKR) · Олена Дяченко · Вікторія Фотієва · Валерія Ханіна · Дар'я Мурай · Анастасія Возняк · | Японія (JPN) · Мію Кавата · Місузу Кісімото · Мебає Маруяма · Аоі Цукахара · Харуна Ямавакі · |  |  |  |